# West Highland white terrier
El West Highland white terrier, también conocido popularmente como Westie, es una raza de perro de tipo terrier originaria de las Tierras Altas del Oeste de Escocia. Es un perro conocido por su personalidad y color blanco brillante. Es amigable y de carácter equilibrado, siempre y cuando sea socializado adecuadamente. Como la mayoría de los terriers, son enérgicos y valientes por naturaleza.

## Historia
Los "Westies" descienden del Cairn Terrier y parece ser que el origen de la raza está en la selección de ejemplares blancos para su uso cinegético, ya que algunos cazadores consideraron útil tener los perros de la jauría de color blanco para diferenciarlos de su presas, de colores oscuros (conejos y zorros).
De esta manera se considera uno de sus principales promotores al coronel Edward Donald Malcolm, que contaba entre sus mayores aficiones la caza de conejos, y que origina la raza durante el siglo XIX. Otras fuentes apoyan la teoría de que fue uno de los líderes del Clan Campbell, el 8.º Duque de Argyll, el creador de la raza.
Fueron conocidos como Poltalloch Terriers y luego como Roseneath Terriers. A finales del siglo XIX se les llamó Roseneath blanco Terriers y brevemente variedad blanca del Terrier escocés.

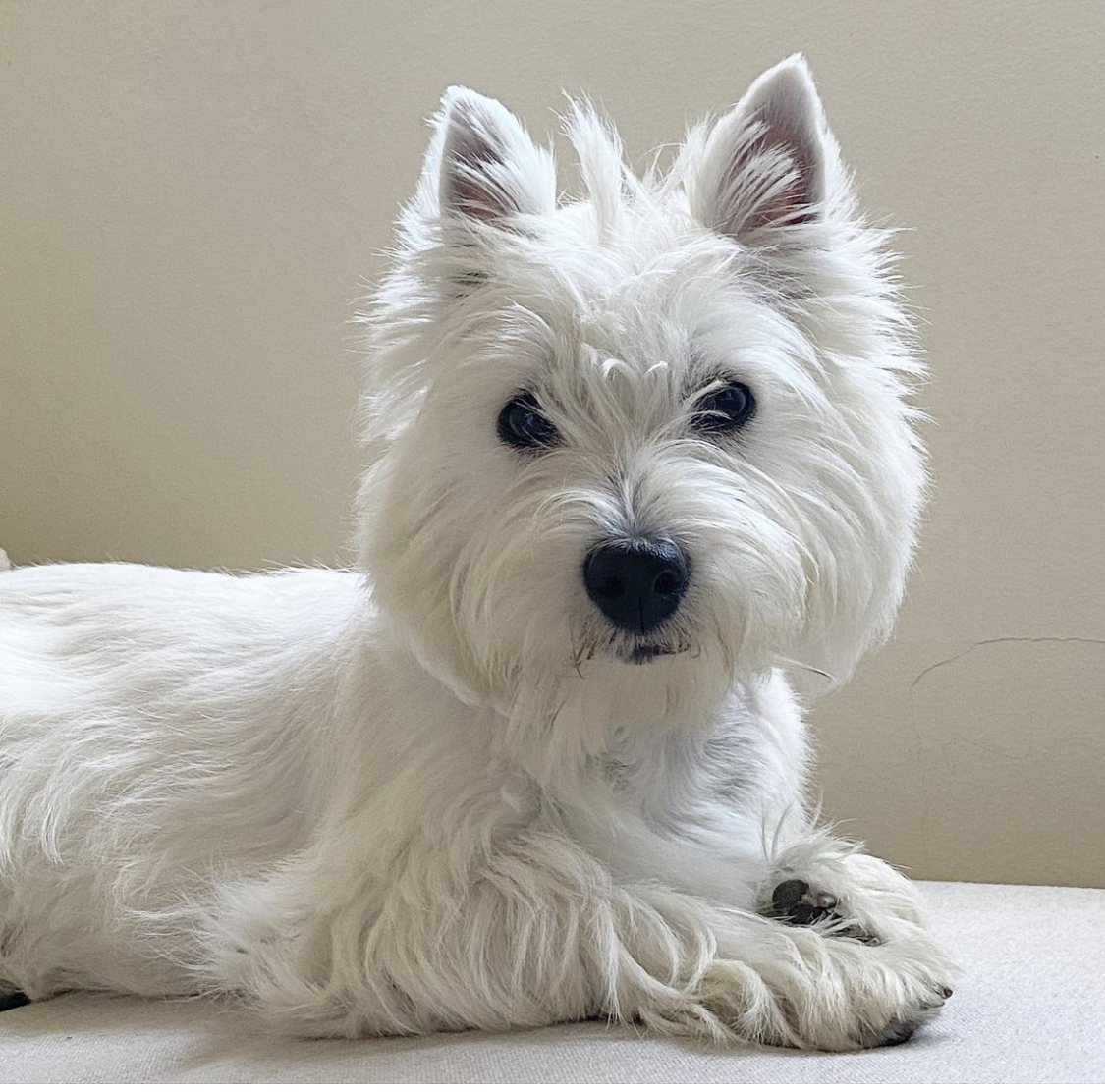
Ejemplar de Westie

## Apariencia
Su peso es aproximadamente de 5 a 10 kg y su altura media es de 28 cm a la cruz. Su cola típicamente en «forma de zanahoria» no debe ser cortada. La cola suele medir entre 13 y 15 cm. Tienen una suave y densa capa interna de pelo que contrasta con una capa externa de pelo áspera y dura de aproximadamente 5 cm de largo. Su pelaje requiere cuidados y preparación de forma regular. Su color es blanco, aunque algunos ejemplares pueden presentar brandy stains (manchones ligeros de color brandi) en la espalda y/o patas, si bien no es deseable en ejemplares destinados para la reproducción. Su pelaje natural es de largo medio y un tanto desgreñado como el del cairn terrier.

## Temperamento
Esta raza, desciende del Cairn Terrier y algunas de sus características son la tenacidad y persecución hacia su presa, que originalmente fueron el conejo y animales más pequeños como roedores. Su genética le ha dotado de un temperamento tal que induce a muchos a llamarlos "Perros grandes dentro de cuerpo pequeño". Debido a su predisposición de ataque a presas es conveniente no dejar que pequeños animales se acerquen al perro cuando este fuera de casa. 
Necesita ejercitarse de forma moderada, pero constante, siendo una de las mascotas ideales para vivir en apartamentos debido a su pequeño tamaño y nivel medio de energía. Sin embargo, es necesario entrenarlo de forma regular y consistente. Suele ser un perro que está en posición de alerta saliendo en defensa de su territorio cuando lo siente amenazado, lo que debido a su pequeño tamaño lo convierte en un excelente perro alarma, ya que ladrará furiosamente cuando perciba ruidos o gente extraña aproximándose. Si no se le comienza a enseñar desde que llega al hogar a respetar otras mascotas puede ser que se muestre agresivo con ellos.
Como todos los perros, el Westie responde de manera entusiasta al cariño y las buenas formas en lugar de la crueldad y malos tratos. Siendo un terrier, su terquedad será legendaria, y hará que los entrenamientos sean una prueba de paciencia para el dueño. Es recomendable comenzarlo a adiestrar desde el momento que entra a la casa (normalmente siendo cachorro) para que se adapte y aprenda a comportarse, ya que su carácter le hará probar los límites en busca de ser el líder y sólo acostumbrándolo desde el principio a las órdenes aprenderá a vivir en armonía.

## Cuidados

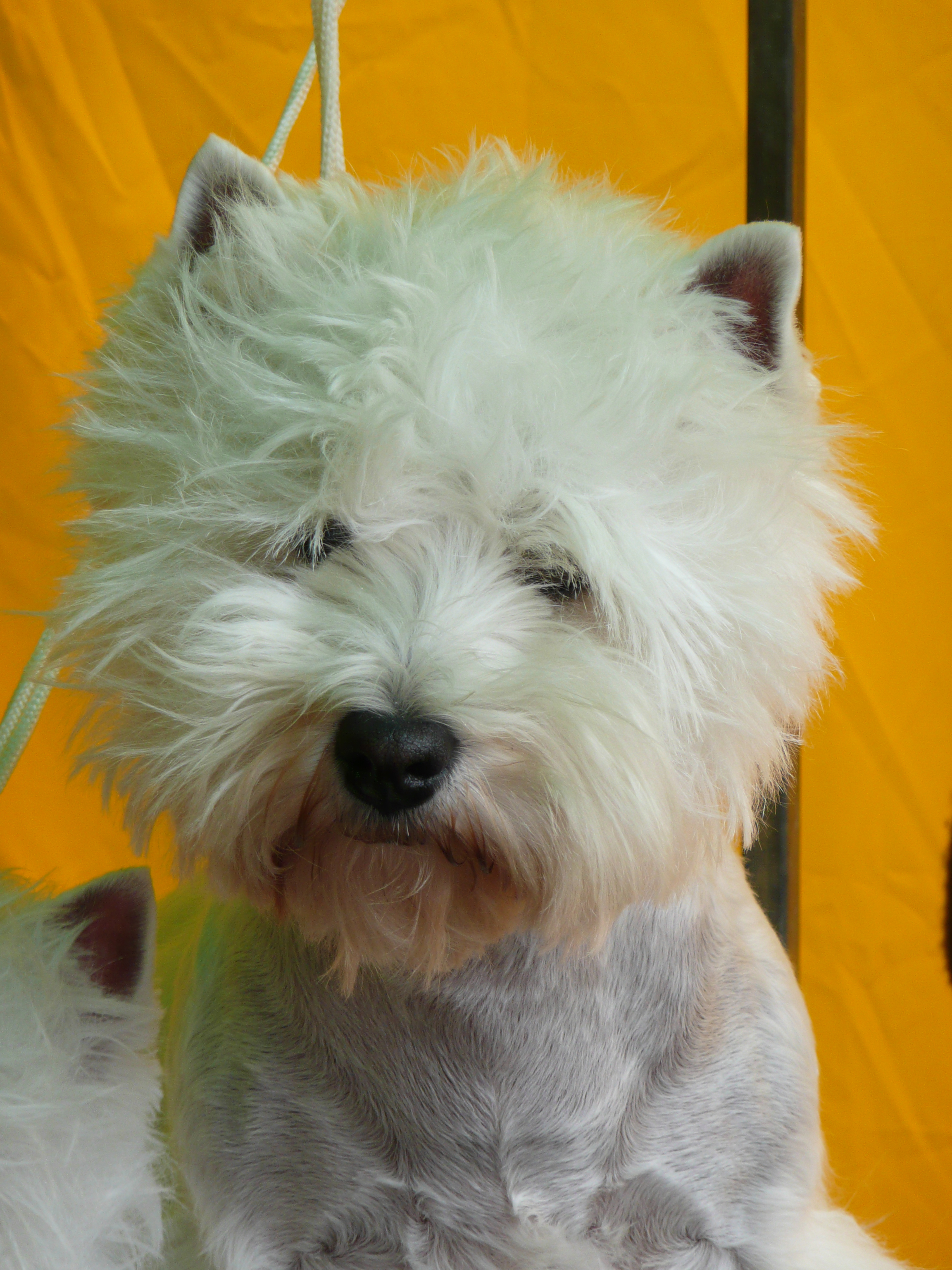
Si no se cuida de limpiarle frecuentemente el hocico, el Westie presentará un halo café parduzco.

Los Westies son propensos a tener erupciones con la piel seca y el baño frecuente puede agravar estos problemas. El bañarlos una vez al mes -o en un intervalo más largo- no causa generalmente problemas. Es recomendable usar jabones hipoalergénicos especiales para perros y evitar los productos con sustancias agresivas, salvo prescripción veterinaria. Después de bañarle se debe prestar particular atención en secarle muy bien las orejas con una toalla. Si se le cepilla diaria o regularmente, su pelo se mantendrá saludable y brillante. También es aconsejable realizar de vez en cuando un cepillado mediante el arrancado del pelo muerto (se conoce como stripping), es un método totalmente indoloro que es realizado por un profesional conocedor de la estética canina. Este tipo de arreglo mantendrá la textura y características propias del manto blanco del Westy. También hay que limpiarles la orejas semanalmente con una mota de algodón humedecida con agua para eliminar la acumulación de cera y evitar posibles infecciones. Hay que poner especial atención en limpiarle con un paño húmedo el pelo alrededor del hocico después de comer o haber cavado algún hoyo. Igualmente deben limpiarse los lagrimales para evitar la acumulación de (legañas), ya que al ser un perro color blanco si no se cuida diligentemente de mantener limpias esas partes las mismas lucirán un anti-estético color café y harán que luzca sucio o descuidado.
Cuando son mascotas se deben asear con toallitas húmedas para bebes, sobre todo la parte de la barriga ya que al ser un perro de patas cortas, se moja cuando orinan y terminan cogiendo un feo color amarillento.

## Salud
Los cachorros de Westie pueden padecer una enfermedad llamada [osteopatía craneomandibular], conocida como "Quijada del Westie o Scottie" que consiste en el crecimiento anormal del hueso de la quijada. Esta enfermedad genética es de carácter autosómico recesivo, lo que significa que para que un cachorro la presente ambos padres deben de tener el gen y transmitirlo al cachorro; desafortunadamente la única manera de saber si algún ejemplar de reproducción contiene este gen es hacer un examen genético en un laboratorio reconocido y confiable, de esta manera se puede evitar la propagación de esta enfermedad.
Esta condición usualmente se presenta cuando el cachorro cuenta entre 3 y 6 meses de edad y a los 12 meses suelen fallecer. Generalmente el diagnóstico se realiza después de haberle tomado radiografías. El tratamiento a los síntomas consiste en proveer medicamentos que ayuden al cachorro a sobrellevar ese periodo, permitiéndole comer y utilizar su hocico sin que padezca dolor. Rara vez sobreviven y los que lo hacen tienen una calidad de vida muy precaria.
La enfermedad hepática debida al depósito de cobre es una dolencia que afecta comúnmente a los Bedlington Terrier y a los West Highland White Terrier. Causado por un desorden autosómico recesivo (genético), produce la destrucción de las células hepáticas. Generalmente sin síntomas, hasta que la acumulación de cobre impide la excreción de bilis, causando fallo hepático, cuyos síntomas son: ictericia (color amarillento en encías, ojos y/o piel), vómitos, inapetencia , pérdida de peso, problemas de coagulación y, aún con tratamiento de terapia intensiva, la muerte en pocos días. Los signos clínicos del fallo hepático suelen evidenciarse repentinamente entre los 3 y 6 años, cuando el tiempo de diagnóstico mediante biopsia superará el tiempo de vida del paciente, por lo que suele ser fatal. Se recomienda que consulte a su veterinario por una biopsia hepática en cualquier momento posterior al primer año de vida, para que los niveles de cobre sean perceptibles. Incluso si su westie no ha presentado síntomas se recomienda solicitar la prueba para identificar los niveles de cobre en el hígado y tratar en forma temprana esta dolencia. Los perros afectados y sus padres no deberán ser reproducidos nuevamente.
EJERCICIO
El westie necesita ejercicio. Es un perrito pequeño pero rebosante de energía y le encanta jugar a la pelota. También le gusta cavar o deambular, por lo que deberás procurar que el jardín esté bien vallado. A modo de orientación, un westie adulto necesita una hora diaria de ejercicio, aunque es tan activo que aceptará más.